# Sporobolus recurvatus
Sporobolus recurvatus là một loài thực vật có hoa trong họ Hòa thảo. Loài này được Boechat & Longhi-Wagner miêu tả khoa học đầu tiên năm 1993.